# عضلة فخذية ذات رأسين
العَضلة الفَخذية ذات الرَأسين (باللاتينية: Musculus biceps femoris) هي عضلة مِن العَضلات السَطحية للناحية الخَلفية للفَخذ.

## المَنشأ
كَما يَدل اسم العَضلة على أنها تَمتلك رأسين وَهُما:
1. الرَّأسُ الطَّويل (Long Head): ينشأ مِن الحَدَبَة الإِسكِية.[3]
2. الرَّأسُ القَصير (Short Head): ينشأ مِن الخَط الفَخذي الخَشن،[4] والحَرف الوَحشِيُّ فَوق اللُّقمَة العَضُدية،[5] وَمن الحَاجِز الوَحشِي بَينَ العَضَلاَتِ.[6]

## المَغرس
تَنغرس هذه العَضلة في رَأس عَظمة الشَّظِيَّة.

## العَصب
1. الرَّأسُ الطَّويل (Long Head): يَتصل بِها الجُزء الظُنبوبي للعصب الوِركي (Tibial Part of sciatic nerve).
2. الرَّأسُ القَصير (Short Head): يشتصل بِها الجُزء الشَّظَوِي الأَصلِي للعصب الوِركي (Common peroneal part of sciatic nerve).

## الحَركة
تَقوم هذه العَضلة بِـ:
1. دَوران للناحية الجانِبية(Lateral rotation) وثَني (Flexion) مفصل الرُكبة.
2. وَيَقوم الرأس الطَويل للعضلة الفخذية ذات الرأسين بشكل خاص بِـ بَسط (Extension) الفَخذ بالنِسبة لِمفصل الوِرك.